# Vershina Kunina
Vershina Kunina (englische Transkription von russisch Вершина Кунина Werschina Kunina, deutsch ‚Kuninspitze‘) ist ein Berggipfel im ostantarktischen Mac-Robertson-Land. In den Prince Charles Mountains ragt er auf der Ostseite des Fisher-Massivs auf.
Russische Wissenschaftler benannten ihn; der Namensgeber ist nicht überliefert.